# フィギュアスケートロシア代表
フィギュアスケートロシア代表は、ロシアフィギュアスケート選手権などの大会結果を基にロシアフィギュアスケート連盟によって選出され、国際スケート連盟主催などの国際大会に派遣されるロシアのフィギュアスケートのナショナルチームである。
なおここでは、ロシア帝国、EUN、OAR、ROCについても記述する。
世界選手権やオリンピックの代表選考には欧州選手権の結果が入り、ロシアチャンピオンはここで6位以内に入らないと派遣されず国内2位以下に代表が繰り上がりとなる事が多い。また世界ジュニア選手権の結果を待って選考したり、過去の実績も含めて該当しそうな選手を集めてテストスケートをして代表を選ぶ事もある。

## 大会成績

### オリンピック
| 年            | 男子スペシャルフィギュア |
| ------------- | ------------------------ |
| 1908 ロンドン | ニコライ・パニン         |

| 年                      | 男子シングル                                    | 女子シングル                                  | ペア                                                                                              | アイスダンス                                                                              |
| ----------------------- | ----------------------------------------------- | --------------------------------------------- | ------------------------------------------------------------------------------------------------- | ----------------------------------------------------------------------------------------- |
| 1992 アルベールヴィル   | ヴィクトール・ペトレンコ                        |                                               | ナタリヤ・ミシュクテノク/アルトゥール・ドミトリエフ エレーナ・ベチケ/デニス・ペトロフ             | マリナ・クリモワ/セルゲイ・ポノマレンコ マイア・ウソワ/アレクサンドル・ズーリン           |
| 1994 リレハンメル       | アレクセイ・ウルマノフ                          |                                               | エカテリーナ・ゴルデーワ/セルゲイ・グリンコフ ナタリヤ・ミシュクテノク/アルトゥール・ドミトリエフ | パーシャ・グリシュク/エフゲニー・プラトフ マイア・ウソワ/アレクサンドル・ズーリン         |
| 1998 長野               | イリヤ・クーリック                              |                                               | オクサナ・カザコワ/アルトゥール・ドミトリエフ エレーナ・ベレズナヤ/アントン・シハルリドゼ         | パーシャ・グリシュク/エフゲニー・プラトフ アンジェリカ・クリロワ/オレグ・オフシアンニコフ |
| 2002 ソルトレイクシティ | アレクセイ・ヤグディン エフゲニー・プルシェンコ | イリーナ・スルツカヤ                          | エレーナ・ベレズナヤ/アントン・シハルリドゼ                                                       | イリーナ・ロバチェワ/イリヤ・アベルブフ                                                   |
| 2006 トリノ             | エフゲニー・プルシェンコ                        | イリーナ・スルツカヤ                          | タチアナ・トトミアニナ/マキシム・マリニン                                                         | タチアナ・ナフカ/ロマン・コストマロフ                                                     |
| 2010 バンクーバー       | エフゲニー・プルシェンコ                        |                                               |                                                                                                   | オクサナ・ドムニナ/マキシム・シャバリン                                                   |
| 2014 ソチ               |                                                 | アデリナ・ソトニコワ                          | タチアナ・ボロソジャル/マキシム・トランコフ クセニヤ・ストルボワ/ヒョードル・クリモフ             | エレーナ・イリニフ/ニキータ・カツァラポフ                                                 |
| 2018 平昌               |                                                 | アリーナ・ザギトワ エフゲニア・メドベージェワ |                                                                                                   |                                                                                           |

### 世界フィギュアスケート選手権
| 年   | 男子シングル                                    | 女子シングル                                        | ペア                                                                                        | |
| ---- | ----------------------------------------------- | --------------------------------------------------- | ------------------------------------------------------------------------------------------- | --- |
| 1896 | ゲオルグ・サンデルス                            |                                                     |                                                                                             | |
| 1903 | ニコライ・パニン                                |                                                     |                                                                                             | |
| 1908 |                                                 |                                                     | A. L. フィッシャー/L. P. ポポヴァ                                                           | |
| 年   | 男子シングル                                    | 女子シングル                                        | ペア                                                                                        | アイスダンス |
| 1992 |                                                 |                                                     |                                                                                             | マリナ・クリモワ/セルゲイ・ポノマレンコ マイア・ウソワ/アレクサンドル・ズーリン パーシャ・グリシュク/エフゲニー・プラトフ         |
| 1993 | アレクセイ・ウルマノフ                          |                                                     | エフゲーニヤ・シシコワ/ヴァディム・ナウモフ                                                 | マイア・ウソワ/アレクサンドル・ズーリン パーシャ・グリシュク/エフゲニー・プラトフ アンジェリカ・クリロワ/ウラジミール・フェドロフ |
| 1994 |                                                 |                                                     | エフゲーニヤ・シシコワ/ヴァディム・ナウモフ マリナ・エルツォワ/アンドレイ・ブシュコフ       | パーシャ・グリシュク/エフゲニー・プラトフ                                                                                         |
| 1995 |                                                 |                                                     | エフゲーニヤ・シシコワ/>ヴァディム・ナウモフ                                                | パーシャ・グリシュク/エフゲニー・プラトフ                                                                                         |
| 1996 | イリヤ・クーリック                              | イリーナ・スルツカヤ                                | マリナ・エルツォワ/アンドレイ・ブシュコフ                                                   | パーシャ・グリシュク/エフゲニー・プラトフ アンジェリカ・クリロワ/ウオレグ・オフシアンニコフ                                       |
| 1997 | アレクセイ・ヤグディン                          |                                                     | マリナ・エルツォワ/アンドレイ・ブシュコフ オクサナ・カザコワ/アルトゥール・ドミトリエフ     | パーシャ・グリシュク/エフゲニー・プラトフ アンジェリカ・クリロワ/ウオレグ・オフシアンニコフ                                       |
| 1998 | アレクセイ・ヤグディン エフゲニー・プルシェンコ | イリーナ・スルツカヤ マリア・ブッテルスカヤ         | エレーナ・ベレズナヤ/アントン・シハルリドゼ                                                 | アンジェリカ・クリロワ/ウオレグ・オフシアンニコフ                                                                                 |
| 1999 | アレクセイ・ヤグディン エフゲニー・プルシェンコ | マリア・ブッテルスカヤ ユリア・ソルダトワ           | エレーナ・ベレズナヤ/アントン・シハルリドゼ                                                 | アンジェリカ・クリロワ/ウオレグ・オフシアンニコフ                                                                                 |
| 2000 | アレクセイ・ヤグディン                          | イリーナ・スルツカヤ マリア・ブッテルスカヤ         | マリア・ペトロワ/アレクセイ・ティホノフ                                                     | |
| 2001 | エフゲニー・プルシェンコ アレクセイ・ヤグディン | イリーナ・スルツカヤ                                | エレーナ・ベレズナヤ/アントン・シハルリドゼ                                                 | イリーナ・ロバチェワ/イリヤ・アベルブフ                                                                                           |
| 2002 | アレクセイ・ヤグディン                          | イリーナ・スルツカヤ                                | タチアナ・トトミアニナ/マキシム・マリニン                                                   | イリーナ・ロバチェワ/イリヤ・アベルブフ                                                                                           |
| 2003 | エフゲニー・プルシェンコ                        | エレーナ・ソコロワ                                  | タチアナ・トトミアニナ/マキシム・マリニン マリア・ペトロワ/アレクセイ・ティホノフ           | イリーナ・ロバチェワ/イリヤ・アベルブフ                                                                                           |
| 2004 | エフゲニー・プルシェンコ                        |                                                     | タチアナ・トトミアニナ/マキシム・マリニン                                                   | タチアナ・ナフカ/ロマン・コストマロフ                                                                                             |
| 2005 |                                                 | イリーナ・スルツカヤ                                | タチアナ・トトミアニナ/マキシム・マリニン マリア・ペトロワ/アレクセイ・ティホノフ           | タチアナ・ナフカ/ロマン・コストマロフ                                                                                             |
| 2006 |                                                 |                                                     | マリア・ペトロワ/アレクセイ・ティホノフ                                                     | |
| 2008 |                                                 |                                                     |                                                                                             | ヤナ・ホフロワ/セルゲイ・ノビツキー                                                                                               |
| 2009 |                                                 |                                                     | 川口悠子/アレクサンドル・スミルノフ                                                         | オクサナ・ドムニナ/マキシム・シャバリン                                                                                           |
| 2010 |                                                 |                                                     | 川口悠子/アレクサンドル・スミルノフ                                                         | |
| 2011 | アルトゥール・ガチンスキー                      |                                                     | タチアナ・ボロソジャル/マキシム・トランコフ                                                 | |
| 2012 |                                                 | アリョーナ・レオノワ                                | タチアナ・ボロソジャル/マキシム・トランコフ                                                 | |
| 2013 |                                                 |                                                     | タチアナ・ボロソジャル/マキシム・トランコフ                                                 | エカテリーナ・ボブロワ/ドミトリー・ソロビエフ                                                                                     |
| 2014 |                                                 | ユリア・リプニツカヤ                                | クセニヤ・ストルボワ/ヒョードル・クリモフ                                                   | |
| 2015 |                                                 | エリザベータ・トゥクタミシェワ エレーナ・ラジオノワ |                                                                                             | |
| 2016 |                                                 | エフゲニア・メドベージェワ アンナ・ポゴリラヤ       |                                                                                             | |
| 2017 |                                                 | エフゲニア・メドベージェワ                          | エフゲーニヤ・タラソワ/ウラジミール・モロゾフ                                               | |
| 2018 | ミハイル・コリヤダ                              |                                                     | エフゲーニヤ・タラソワ/ウラジミール・モロゾフ                                               | |
| 2019 |                                                 | アリーナ・ザギトワ エフゲニア・メドベージェワ       | エフゲーニヤ・タラソワ/ウラジミール・モロゾフ ナタリア・ザビアコ/アレクサンドル・エンベルト | ヴィクトリヤ・シニツィナ/ニキータ・カツァラポフ                                                                                   |

### ヨーロッパフィギュアスケート選手権
| 1904 | ニコライ・パニン                                                       |                                                                          | | |
| 1908 | ニコライ・パニン                                                       |                                                                          | | |
| 1911 | カール・オロフ                                                         |                                                                          | | |
| 1912 | イワン・マリニン                                                       |                                                                          | | |
| 年   | 男子シングル                                                           | 女子シングル                                                             | ペア | アイスダンス |
| 1992 | アレクセイ・ウルマノフ                                                 |                                                                          | ナタリヤ・ミシュクテノク/アルトゥール・ドミトリエフ エレーナ・ベチケ/デニス・ペトロフ エフゲーニヤ・シシコワ/ヴァディム・ナウモフ             | マリナ・クリモワ/セルゲイ・ポノマレンコ マイア・ウソワ/アレクサンドル・ズーリン パーシャ・グリシュク/エフゲニー・プラトフ |
| 1993 |                                                                        |                                                                          | マリナ・エルツォワ/アンドレイ・ブシュコフ エフゲーニヤ・シシコワ/ヴァディム・ナウモフ                                                         | マイア・ウソワ/アレクサンドル・ズーリン パーシャ・グリシュク/エフゲニー・プラトフ                                         |
| 1994 | アレクセイ・ウルマノフ                                                 | オルガ・マルコワ                                                         | エカテリーナ・ゴルデーワ/セルゲイ・グリンコフ エフゲーニヤ・シシコワ/ヴァディム・ナウモフ ナタリヤ・ミシュクテノク/アルトゥール・ドミトリエフ | パーシャ・グリシュク/エフゲニー・プラトフ マイア・ウソワ/アレクサンドル・ズーリン                                         |
| 1995 | イリヤ・クーリック アレクセイ・ウルマノフ                              | オルガ・マルコワ                                                         | エフゲーニヤ・シシコワ/ヴァディム・ナウモフ                                                                                                   | アンジェリカ・クリロワ/オレグ・オフシアンニコフ                                                                           |
| 1996 | イゴール・パシケビッチ イリヤ・クーリック                              | イリーナ・スルツカヤ マリア・ブッテルスカヤ                              | オクサナ・カザコワ/アルトゥール・ドミトリエフ                                                                                                 | パーシャ・グリシュク/エフゲニー・プラトフ アンジェリカ・クリロワ/オレグ・オフシアンニコフ                                 |
| 1997 | アレクセイ・ウルマノフ                                                 | イリーナ・スルツカヤ                                                     | マリナ・エルツォワ/アンドレイ・ブシュコフ エレーナ・ベレズナヤ/アントン・シハルリドゼ                                                         | パーシャ・グリシュク/エフゲニー・プラトフ アンジェリカ・クリロワ/オレグ・オフシアンニコフ                                 |
| 1998 | アレクセイ・ヤグディン エフゲニー・プルシェンコ アレクサンドル・アブト | マリア・ブッテルスカヤ イリーナ・スルツカヤ                              | エレーナ・ベレズナヤ/アントン・シハルリドゼ オクサナ・カザコワ/アルトゥール・ドミトリエフ                                                     | パーシャ・グリシュク/エフゲニー・プラトフ アンジェリカ・クリロワ/オレグ・オフシアンニコフ                                 |
| 1999 | アレクセイ・ヤグディン エフゲニー・プルシェンコ アレクセイ・ウルマノフ | マリア・ブッテルスカヤ ユリア・ソルダトワ ビクトリア・ボルチコワ         | マリア・ペトロワ/アレクセイ・ティホノフ | アンジェリカ・クリロワ/オレグ・オフシアンニコフ イリーナ・ロバチェワ/イリヤ・アベルブフ                                   |
| 2000 | エフゲニー・プルシェンコ アレクセイ・ヤグディン                        | イリーナ・スルツカヤ マリア・ブッテルスカヤ ビクトリア・ボルチコワ       | マリア・ペトロワ/アレクセイ・ティホノフ | |
| 2001 | エフゲニー・プルシェンコ アレクセイ・ヤグディン                        | イリーナ・スルツカヤ マリア・ブッテルスカヤ ビクトリア・ボルチコワ       | エレーナ・ベレズナヤ/アントン・シハルリドゼ タチアナ・トトミアニナ/マキシム・マリニン                                                         | イリーナ・ロバチェワ/イリヤ・アベルブフ                                                                                   |
| 2002 | アレクセイ・ヤグディン アレクサンドル・アブト                          | マリア・ブッテルスカヤ イリーナ・スルツカヤ ビクトリア・ボルチコワ       | タチアナ・トトミアニナ/マキシム・マリニン マリア・ペトロワ/アレクセイ・ティホノフ                                                             | イリーナ・ロバチェワ/イリヤ・アベルブフ                                                                                   |
| 2003 | エフゲニー・プルシェンコ                                               | イリーナ・スルツカヤ エレーナ・ソコロワ                                  | タチアナ・トトミアニナ/マキシム・マリニン マリア・ペトロワ/アレクセイ・ティホノフ                                                             | イリーナ・ロバチェワ/イリヤ・アベルブフ タチアナ・ナフカ/ロマン・コストマロフ                                             |
| 2004 | エフゲニー・プルシェンコ イリヤ・クリムキン                            | エレーナ・ソコロワ                                                       | タチアナ・トトミアニナ/マキシム・マリニン マリア・ペトロワ/アレクセイ・ティホノフ                                                             | タチアナ・ナフカ/ロマン・コストマロフ                                                                                     |
| 2005 | エフゲニー・プルシェンコ                                               | イリーナ・スルツカヤ                                                     | タチアナ・トトミアニナ/マキシム・マリニン ユリア・オベルタス/セルゲイ・スラフノフ マリア・ペトロワ/アレクセイ・ティホノフ                     | タチアナ・ナフカ/ロマン・コストマロフ                                                                                     |
| 2006 | エフゲニー・プルシェンコ                                               | イリーナ・スルツカヤ エレーナ・ソコロワ                                  | タチアナ・トトミアニナ/マキシム・マリニン マリア・ペトロワ/アレクセイ・ティホノフ                                                             | タチアナ・ナフカ/ロマン・コストマロフ                                                                                     |
| 2007 |                                                                        |                                                                          | マリア・ペトロワ/アレクセイ・ティホノフ | オクサナ・ドムニナ/マキシム・シャバリン                                                                                   |
| 2008 |                                                                        |                                                                          | マリア・ムホルトワ/マキシム・トランコフ 川口悠子/アレクサンドル・スミルノフ                                                                   | オクサナ・ドムニナ/マキシム・シャバリン ヤナ・ホフロワ/セルゲイ・ノビツキー                                               |
| 2009 |                                                                        |                                                                          | 川口悠子/アレクサンドル・スミルノフ マリア・ムホルトワ/マキシム・トランコフ                                                                   | ヤナ・ホフロワ/セルゲイ・ノビツキー                                                                                       |
| 2010 | エフゲニー・プルシェンコ                                               |                                                                          | 川口悠子/アレクサンドル・スミルノフ マリア・ムホルトワ/マキシム・トランコフ                                                                   | オクサナ・ドムニナ/マキシム・シャバリン ヤナ・ホフロワ/セルゲイ・ノビツキー                                               |
| 2011 |                                                                        |                                                                          | 川口悠子/アレクサンドル・スミルノフ ベラ・バザロワ/ユーリ・ラリオノフ                                                                         | エカテリーナ・ボブロワ/ドミトリー・ソロビエフ                                                                             |
| 2012 | エフゲニー・プルシェンコ アルトゥール・ガチンスキー                    |                                                                          | タチアナ・ボロソジャル/マキシム・トランコフ ベラ・バザロワ/ユーリ・ラリオノフ クセニヤ・ストルボワ/ヒョードル・クリモフ                       | エカテリーナ・ボブロワ/ドミトリー・ソロビエフ エレーナ・イリニフ/ニキータ・カツァラポフ                                   |
| 2013 |                                                                        | アデリナ・ソトニコワ エリザベータ・トゥクタミシェワ                      | タチアナ・ボロソジャル/マキシム・トランコフ                                                                                                   | エカテリーナ・ボブロワ/ドミトリー・ソロビエフ エレーナ・イリニフ/ニキータ・カツァラポフ                                   |
| 2014 | セルゲイ・ボロノフ コンスタンチン・メンショフ                          | ユリア・リプニツカヤ アデリナ・ソトニコワ                                | タチアナ・ボロソジャル/マキシム・トランコフ クセニヤ・ストルボワ/ヒョードル・クリモフ ベラ・バザロワ/ユーリ・ラリオノフ                       | エレーナ・イリニフ/ニキータ・カツァラポフ                                                                                 |
| 2015 | マキシム・コフトゥン セルゲイ・ボロノフ                                | エリザベータ・トゥクタミシェワ エレーナ・ラジオノワ アンナ・ポゴリラヤ   | 川口悠子/アレクサンドル・スミルノフ クセニヤ・ストルボワ/ヒョードル・クリモフ エフゲーニヤ・タラソワ/ウラジミール・モロゾフ                   | アレクサンドラ・ステパノワ/イワン・ブキン                                                                                 |
| 2016 | マキシム・コフトゥン                                                   | エリザベータ・トゥクタミシェワ エレーナ・ラジオノワ アンナ・ポゴリラヤ   | タチアナ・ボロソジャル/マキシム・トランコフ エフゲーニヤ・タラソワ/ウラジミール・モロゾフ                                                     | エカテリーナ・ボブロワ/ドミトリー・ソロビエフ                                                                             |
| 2017 | マキシム・コフトゥン ミハイル・コリヤダ                                | エフゲニア・メドベージェワ アンナ・ポゴリラヤ                            | エフゲーニヤ・タラソワ/ウラジミール・モロゾフ                                                                                                 | エカテリーナ・ボブロワ/ドミトリー・ソロビエフ                                                                             |
| 2018 | ドミトリー・アリエフ ミハイル・コリヤダ                                | アリーナ・ザギトワ エフゲニア・メドベージェワ                            | エフゲーニヤ・タラソワ/ウラジミール・モロゾフ クセニヤ・ストルボワ/ヒョードル・クリモフ ナタリア・ザビアコ/アレクサンドル・エンベルト         | エカテリーナ・ボブロワ/ドミトリー・ソロビエフ アレクサンドラ・ステパノワ/イワン・ブキン                                   |
| 2019 | アレクサンドル・サマリン                                               | ソフィア・サモドゥロワ アリーナ・ザギトワ                                | エフゲーニヤ・タラソワ/ウラジミール・モロゾフ アレクサンドラ・ボイコワ/ドミトリー・コズロフスキー                                             | アレクサンドラ・ステパノワ/イワン・ブキン                                                                                 |
| 2020 | ドミトリー・アリエフ アルトゥール・ダニエリヤン                        | アリョーナ・コストルナヤ アンナ・シェルバコワ アレクサンドラ・トゥルソワ | アレクサンドラ・ボイコワ/ドミトリー・コズロフスキー エフゲーニヤ・タラソワ/ウラジミール・モロゾフ ダリア・パブリュチェンコ/デニス・ホディキン | ヴィクトリヤ・シニツィナ/ニキータ・カツァラポフ アレクサンドラ・ステパノワ/イワン・ブキン                                 |

### ISUグランプリファイナル
| 年   | 男子シングル                                                           | 女子シングル                                                             | ペア                                                                                      | アイスダンス                                                                              |
| ---- | ---------------------------------------------------------------------- | ------------------------------------------------------------------------ | ----------------------------------------------------------------------------------------- | ----------------------------------------------------------------------------------------- |
| 1995 | アレクセイ・ウルマノフ                                                 | イリーナ・スルツカヤ                                                     | エフゲーニヤ・シシコワ/ヴァディム・ナウモフ マリナ・エルツォワ/アンドレイ・ブシュコフ     | オクサナ・グリシュク/エフゲニー・プラトフ アンジェリカ・クリロワ/オレグ・オフシアンニコフ |
| 1996 | アレクセイ・ウルマノフ                                                 | イリーナ・スルツカヤ                                                     | オクサナ・カザコワ/アルトゥール・ドミトリエフ マリナ・エルツォワ/アンドレイ・ブシュコフ   | アンジェリカ・クリロワ/オレグ・オフシアンニコフ                                           |
| 1997 | イリヤ・クーリック                                                     | マリア・ブッテルスカヤ                                                   | エレーナ・ベレズナヤ/アントン・シハルリドゼ オクサナ・カザコワ/アルトゥール・ドミトリエフ | パーシャ・グリシュク/エフゲニー・プラトフ                                                 |
| 1998 | アレクセイ・ヤグディン アレクセイ・ウルマノフ エフゲニー・プルシェンコ | マリア・ブッテルスカヤ イリーナ・スルツカヤ                              | エレーナ・ベレズナヤ/アントン・シハルリドゼ マリア・ペトロワ/アレクセイ・ティホノフ       | アンジェリカ・クリロワ/オレグ・オフシアンニコフ イリーナ・ロバチェワ/イリヤ・アベルブフ   |
| 1999 | エフゲニー・プルシェンコ                                               | イリーナ・スルツカヤ マリア・ブッテルスカヤ                              | エレーナ・ベレズナヤ/アントン・シハルリドゼ                                               |                                                                                           |
| 2000 | エフゲニー・プルシェンコ アレクセイ・ヤグディン                        | イリーナ・スルツカヤ                                                     | エレーナ・ベレズナヤ/アントン・シハルリドゼ                                               | イリーナ・ロバチェワ/イリヤ・アベルブフ                                                   |
| 2001 | アレクセイ・ヤグディン エフゲニー・プルシェンコ                        | イリーナ・スルツカヤ                                                     | エレーナ・ベレズナヤ/アントン・シハルリドゼ                                               |                                                                                           |
| 2002 | エフゲニー・プルシェンコ イリヤ・クリムキン                            | イリーナ・スルツカヤ ビクトリア・ボルチコワ                              | タチアナ・トトミアニナ マリア・ペトロワ/アレクセイ・ティホノフ                            | イリーナ・ロバチェワ/イリヤ・アベルブフ タチアナ・ナフカ/ロマン・コストマロフ             |
| 2003 | エフゲニー・プルシェンコ                                               |                                                                          | タチアナ・トトミアニナ/マキシム・マリニン マリア・ペトロワ/アレクセイ・ティホノフ         | タチアナ・ナフカ/ロマン・コストマロフ                                                     |
| 2004 | エフゲニー・プルシェンコ                                               | イリーナ・スルツカヤ                                                     | マリア・ペトロワ/アレクセイ・ティホノフ                                                   | タチアナ・ナフカ/ロマン・コストマロフ                                                     |
| 2005 |                                                                        | イリーナ・スルツカヤ                                                     | タチアナ・トトミアニナ/マキシム・マリニン                                                 | タチアナ・ナフカ/ロマン・コストマロフ                                                     |
| 2006 |                                                                        |                                                                          |                                                                                           | オクサナ・ドムニナ/マキシム・シャバリン                                                   |
| 2007 |                                                                        |                                                                          |                                                                                           | オクサナ・ドムニナ/マキシム・シャバリン                                                   |
| 2008 |                                                                        |                                                                          |                                                                                           | オクサナ・ドムニナ/マキシム・シャバリン                                                   |
| 2011 |                                                                        | アリョーナ・レオノワ                                                     | タチアナ・ボロソジャル/マキシム・トランコフ 川口悠子/アレクサンドル・スミルノフ           |                                                                                           |
| 2012 |                                                                        |                                                                          | タチアナ・ボロソジャル/マキシム・トランコフ ベラ・バザロワ/ユーリ・ラリオノフ             |                                                                                           |
| 2013 |                                                                        | ユリア・リプニツカヤ                                                     | タチアナ・ボロソジャル/マキシム・トランコフ                                               |                                                                                           |
| 2014 | セルゲイ・ヴォロノフ                                                   | エリザベータ・トゥクタミシェワ エレーナ・ラジオノワ                      | クセニヤ・ストルボワ/ヒョードル・クリモフ                                                 |                                                                                           |
| 2015 |                                                                        | エフゲニア・メドベージェワ エレーナ・ラジオノワ                          | クセニヤ・ストルボワ/ヒョードル・クリモフ 川口悠子/アレクサンドル・スミルノフ             |                                                                                           |
| 2016 |                                                                        | エフゲニア・メドベージェワ アンナ・ポゴリラヤ                            | エフゲーニヤ・タラソワ/ウラジミール・モロゾフ                                             |                                                                                           |
| 2017 | ミハイル・コリヤダ                                                     | アリーナ・ザギトワ マリア・ソツコワ                                      |                                                                                           |                                                                                           |
| 2018 |                                                                        | アリーナ・ザギトワ エリザベータ・トゥクタミシェワ                        | エフゲーニヤ・タラソワ/ウラジミール・モロゾフ                                             | ヴィクトリヤ・シニツィナ/ニキータ・カツァラポフ                                           |
| 2019 |                                                                        | アリョーナ・コストルナヤ アンナ・シェルバコワ アレクサンドラ・トゥルソワ | アナスタシヤ・ミーシナ/アレクサンドル・ガリャモフ                                         |                                                                                           |

年はシーズン開始年

### 世界ジュニアフィギュアスケート選手権
| 年   | 男子シングル                                    | 女子シングル                                                               | ペア | アイスダンス                                                                                          |
| ---- | ----------------------------------------------- | -------------------------------------------------------------------------- | --- | --- |
| 1993 | イリヤ・クーリック                              |                                                                            | インガ・コルシュノワ/ドミトリー・サベリエフ マリア・ペトロワ/アントン・シハルリドゼ                                                             | エカテリーナ・スヴィリナ/セルゲイ・サフノフスキー                                                     |
| 1994 |                                                 | イリーナ・スルツカヤ                                                       | マリア・ペトロワ/アントン・シハルリドゼ | エカテリーナ・スヴィリナ/セルゲイ・サフノフスキー                                                     |
| 1995 | イリヤ・クーリック                              | イリーナ・スルツカヤ エレーナ・イワノワ                                    | マリア・ペトロワ/アントン・シハルリドゼ | オルガ・シャルテンコ/ドミトリー・ナウムキン                                                           |
| 1996 | アレクセイ・ヤグディン                          | エレーナ・イワノワ エレーナ・ピンガチェワ ナディア・カナエワ               | ヴィクトリア・マキシウタ/ウラジスラフ・ゾフニルスキー                                                                                           | エカテリーナ・ダビドワ/ロマン・コストマロフ                                                           |
| 1997 | エフゲニー・プルシェンコ                        | エレーナ・ソコロワ エレーナ・イワノワ                                      | マリア・ペトロワ/テイムラズ・プーリン ヴィクトリア・マキシウタ/ウラジスラフ・ゾフニルスキー                                                     | ニーナ・ウラノワ/ミハイル・スチフーニン オクサナ・ポトディコワ/デニス・ペチュホフ                     |
| 1998 | セルゲイ・ダヴィドフ                            | ユリア・ソルダトワ エレーナ・イワノワ ビクトリア・ボルチコワ               | スヴェトラーナ・ニコラエワ/アレクセイ・ソコロフ ヴィクトリア・マキシウタ/ウラジスラフ・ゾフニルスキー                                           | オクサナ・ポトディコワ/デニス・ペチュホフ                                                             |
| 1999 | イリヤ・クリムキン                              | ダリア・ティモシェンコ ビクトリア・ボルチコワ                              | ヴィクトリア・マキシウタ/ウラジスラフ・ゾフニルスキー                                                                                           | ナタリア・ロマニウタ/ダニイル・バランツェフ                                                           |
| 2000 |                                                 |                                                                            | ユリア・シャピロ/アレクセイ・ソコロフ | ナタリア・ロマニウタ/ダニイル・バランツェフ                                                           |
| 2001 |                                                 | クリスチーナ・オブラソワ                                                   | | ナタリア・ロマニウタ/ダニイル・バランツェフ エレーナ・ハリアヴィナ/マキシム・シャバリン               |
| 2002 | スタニスラフ・ティムチェンコ                    |                                                                            | エレーナ・リアブチュク/スタニスラフ・ザハロフ ユリア・カルボフスカヤ/セルゲイ・スラフノフ                                                       | エレーナ・ハリアヴィナ/マキシム・シャバリン エレーナ・ロマノフスカヤ/アレクサンドル・グラチェフ       |
| 2003 | アレクサンドル・シュービン                      |                                                                            | | オクサナ・ドムニナ/マキシム・シャバリン エレーナ・ロマノフスカヤ/アレクサンドル・グラチェフ           |
| 2004 | アンドレイ・グリアゼフ                          |                                                                            | ナタリア・シェスタコワ/パーヴェル・レベデフ マリア・ムホルトワ andマキシム・トランコフ                                                          | エレーナ・ロマノフスカヤ/アレクサンドル・グラチェフ                                                   |
| 2005 | セルゲイ・ドブリン                              |                                                                            | マリア・ムホルトワ andマキシム・トランコフ タチアナ・ココレワ/エゴール・ゴロフキン                                                              | アナスタシア・ゴルシュコワ/イリヤ・トカチェンコ                                                       |
| 2006 | セルゲイ・ボロノフ                              |                                                                            | クセニア・クラシルニコワ/コンスタンチン・ベズマテルニフ                                                                                         | ナタリア・ミハイロワ/アルカジー・セルゲーエフ                                                         |
| 2007 | セルゲイ・ボロノフ                              |                                                                            | ベラ・バザロワ/ユーリ・ラリオノフ クセニア・クラシルニコワ/コンスタンチン・ベズマテルニフ                                                       | エカテリーナ・ボブロワ/ドミトリー・ソロビエフ                                                         |
| 2008 | アルチョム・ボロドゥリン                        |                                                                            | クセニア・クラシルニコワ/コンスタンチン・ベズマテルニフ リュボーフィ・イリュシェチキナ/ノダリー・マイスラーゼ                                   | クリスチーナ・ゴルシュコワ/ヴィタリー・ブチコフ                                                       |
| 2009 | アルチョム・グリゴリエフ                        | アリョーナ・レオノワ                                                       | リュボーフィ・イリュシェチキナ/ノダリー・マイスラーゼ アナスタシヤ・マルチュシェワ/アレクセイ・ロゴノフ                                         | エカテリーナ・リャザーノワ/ジョナサン・ゲレイロ                                                       |
| 2010 | アルトゥール・ガチンスキー                      | ポリーナ・アガフォノワ                                                     | クセニヤ・ストルボワ/ヒョードル・クリモフ | エレーナ・イリニフ/ニキータ・カツァラポフ クセニヤ・モンコ/キリル・ハリャヴィン                       |
| 2011 |                                                 | アデリナ・ソトニコワ エリザベータ・トゥクタミシェワ                        | クセニヤ・ストルボワ/ヒョードル・クリモフ | クセニヤ・モンコ/キリル・ハリャヴィン エカテリーナ・プシュカシュ/ジョナサン・ゲレイロ                 |
| 2012 |                                                 | ユリア・リプニツカヤ アデリナ・ソトニコワ                                  | ワシリーサ・ダワンコワ/アンドレイ・デプタト | ヴィクトリヤ・シニツィナ/ルスラン・ジガンシン アレクサンドラ・ステパノワ/イワン・ブキン               |
| 2013 |                                                 | エレーナ・ラジオノワ ユリア・リプニツカヤ アンナ・ポゴリラヤ               | リーナ・フェードロワ/マキシム・ミロシキン | アレクサンドラ・ステパノワ/イワン・ブキン                                                             |
| 2014 | アディアン・ピトキーエフ                        | エレーナ・ラジオノワ セラフィマ・サハノヴィッチ エフゲニア・メドベージェワ | エフゲーニヤ・タラソワ/ウラジミール・モロゾフ マリア・ヴィガロワ/エゴール・ザクロエフ                                                           | アンナ・ヤノフスカヤ/セルゲイ・モズゴフ                                                               |
| 2015 |                                                 | エフゲニア・メドベージェワ セラフィマ・サハノヴィッチ                      | リーナ・フェードロワ/マキシム・ミロシキン | アンナ・ヤノフスカヤ/セルゲイ・モズゴフ                                                               |
| 2016 |                                                 | マリア・ソツコワ                                                           | アナスタシヤ・ミーシナ/ウラジスラフ・ミルゾエフ エカテリーナ・ボリソワ/ドミトリー・ソポト                                                       | アッラ・ロボダ/パヴェル・ドロースト                                                                   |
| 2017 | ドミトリー・アリエフ アレクサンドル・サマリン   | アリーナ・ザギトワ                                                         | アレクサンドラ・ボイコワ/ドミトリー・コズロフスキー                                                                                             | アッラ・ロボダ/パヴェル・ドロースト                                                                   |
| 2018 | アレクセイ・エロホフ アルトゥール・ダニエリアン | アレクサンドラ・トゥルソワ アリョーナ・コストルナヤ                        | ダリア・パブリュチェンコ/デニス・コダイシン ポリーナ・コスティコビッチ/ドミトリー・イアリン アナスタシヤ・ミーシナ/アレクサンドル・ガリャモフ   | アナスタシヤ・スコプツォワ/キリル・アリョーシン アリーナ・ウシャコワ/マキシム・ネクラソフ             |
| 2019 | ロマン・サヴォシン                              | アレクサンドラ・トゥルソワ アンナ・シェルバコワ                            | アナスタシヤ・ミーシナ/アレクサンドル・ガリャモフ アポリナリア・パンフィロワ/ドミトリー・リロフ ポリーナ・コスティコビッチ/ドミトリー・イアリン | エリザヴェータ・クダイヴェルディエワ/ニキータ・ナザロフ ソフィヤ・シェフチェンコ/イーゴリ・エレメンコ |
| 2020 | アンドレイ・モザリョフ ピョートル・グメンニク   | カミラ・ワリエワ ダリア・ウサチョワ                                        | アポリナリア・パンフィロワ/ドミトリー・リロフ クセニア・アハンテワ/ワレリー・コレソフ Iuliia ARTEMEVA/Mikhail NAZARYCHEV                        | エリザベータ・シャナエワ/デビッド・ナリズニー                                                         |

### ISUジュニアグランプリファイナル
| 年   | 男子シングル                                    | 女子シングル                                                                 | ペア | アイスダンス |
| ---- | ----------------------------------------------- | ---------------------------------------------------------------------------- | --- | --- |
| 1997 |                                                 | ユリア・ソルダトワ エレーナ・ピンガチェワ                                    | ヴィクトリア・マキシウタ/ウラジスラフ・ゾフニルスキー                                                                                         | オクサナ・ポトディコワ/デニス・ペチュホフ                                                                                                   |
| 1998 | イリヤ・クリムキン アレクセイ・ワシレフスキー   | ビクトリア・ボルチコワ ダリア・ティモシェンコ                                | ヴィクトリア・マキシウタ/ウラジスラフ・ゾフニルスキー                                                                                         | ナタリア・ロマニウタ/ダニイル・バランツェフ                                                                                                 |
| 1999 |                                                 | スヴェトラーナ・ブカレワ                                                     | ユリア・シャピロ/アレクセイ・ソコロフ ヴィクトリア・シリアホワ/グリゴリー・ペトロフスキー                                                     | ナタリア・ロマニウタ/ダニイル・バランツェフ                                                                                                 |
| 2000 | セルゲイ・ドブリン スタニスラフ・ティムチェンコ | クリスチーナ・オブラソワ                                                     | | エレーナ・ハリアヴィナ/マキシム・シャバリン                                                                                                 |
| 2001 | スタニスラフ・ティムチェンコ                    | リュドミラ・ネリディナ                                                       | ユリア・カルボフスカヤ/セルゲイ・スラフノフ                                                                                                   | エレーナ・ハリアヴィナ/マキシム・シャバリン エレーナ・ロマノフスカヤ/アレクサンドル・グラチェフ                                             |
| 2002 | アレクサンドル・シュービン セルゲイ・ドブリン   |                                                                              | | オクサナ・ドムニナ/マキシム・シャバリン エレーナ・ロマノフスカヤ/アレクサンドル・グラチェフ                                                 |
| 2003 | アンドレイ・グリアゼフ                          |                                                                              | ナタリア・シェスタコワ/パーヴェル・レベデフ マリア・ムホルトワ/マキシム・トランコフ                                                           | エレーナ・ロマノフスカヤ/アレクサンドル・グラチェフ                                                                                         |
| 2004 | アレクサンドル・ウスペンスキー                  |                                                                              | マリア・ムホルトワ/マキシム・トランコフ | |
| 2005 |                                                 |                                                                              | ヴァレリア・シマコワ/アントン・トカレフ | |
| 2006 |                                                 |                                                                              | クセニア・クラシルニコワ/コンスタンチン・ベズマテルニフ                                                                                       | エカテリーナ・ボブロワ/ドミトリー・ソロビエフ                                                                                               |
| 2007 |                                                 |                                                                              | クセニア・クラシルニコワ/コンスタンチン・ベズマテルニフ エカテリーナ・シェレメティエワ/ミハイル・クズネツォフ                                 | マリア・モンコ/イリヤ・トカチェンコ クリスチーナ・ゴルシュコワ/ヴィタリー・ブチコフ                                                         |
| 2008 |                                                 |                                                                              | リュボーフィ・イリュシェチキナ/ノダリー・マイスラーゼ クセニア・クラシルニコワ/コンスタンチン・ベズマテルニフ                                 | エカテリーナ・リャザーノワ/ジョナサン・ゲレイロ                                                                                             |
| 2009 |                                                 | ポリーナ・シェレペン                                                         | | クセニヤ・モンコ/キリル・ハリャヴィン エレーナ・イリニフ/ニキータ・カツァラポフ                                                             |
| 2010 |                                                 | アデリナ・ソトニコワ エリザベータ・トゥクタミシェワ                          | クセニヤ・ストルボワ/ヒョードル・クリモフ | クセニヤ・モンコ/キリル・ハリャヴィン ヴィクトリヤ・シニツィナ/ルスラン・ジガンシン アレクサンドラ・ステパノワ/イワン・ブキン               |
| 2011 |                                                 | ユリア・リプニツカヤ ポリーナ・シェレペン ポリーナ・コロベイニコワ           | | ヴィクトリヤ・シニツィナ/ルスラン・ジガンシン アンナ・ヤノフスカヤ/セルゲイ・モズゴフ アレクサンドラ・ステパノワ/イワン・ブキン             |
| 2012 | マキシム・コフトゥン                            | エレーナ・ラジオノワ アンナ・ポゴリラヤ                                      | リーナ・フェードロワ/マキシム・ミロシキン ワシリーサ・ダワンコワ/アンドレイ・デプタト マリア・ヴィガロワ/エゴール・ザクロエフ                 | アレクサンドラ・ステパノワ/イワン・ブキン                                                                                                   |
| 2013 | アディアン・ピトキーエフ                        | マリア・ソツコワ セラフィマ・サハノヴィッチ エフゲニア・メドベージェワ       | マリア・ヴィガロワ/エゴール・ザクロエフ リーナ・フェードロワ/マキシム・ミロシキン                                                             | アンナ・ヤノフスカヤ/セルゲイ・モズゴフ |
| 2014 | アレクサンドル・ペトロフ                        | エフゲニア・メドベージェワ セラフィマ・サハノヴィッチ                        | リーナ・フェードロワ/マキシム・ミロシキン マリア・ヴィガロワ/エゴール・ザクロエフ                                                             | アンナ・ヤノフスカヤ/セルゲイ・モズゴフ アッラ・ロボダ/パヴェル・ドロースト ベティナ・ポポワ/ユーリ・ブラセンコ                             |
| 2015 | ドミトリー・アリエフ                            | ポリーナ・ツルスカヤ マリア・ソツコワ                                        | エカテリーナ・ボリソワ/ドミトリー・ソポト アミナ・アタハノワ/イリヤ・スピリドノフ                                                             | アッラ・ロボダ/パヴェル・ドロースト |
| 2016 | ドミトリー・アリエフ アレクサンドル・サマリン   | アリーナ・ザギトワ アナスタシヤ・グバノワ                                    | アナスタシヤ・ミーシナ/ウラジスラフ・ミルゾエフ アレクサンドラ・ボイコワ/ドミトリー・コズロフスキー                                           | アッラ・ロボダ/パヴェル・ドロースト |
| 2017 |                                                 | アレクサンドラ・トゥルソワ アリョーナ・コストルナヤ アナスタシア・タラカノワ | アポリナリア・パンフィロワ/ドミトリー・リロフ ダリア・パブリュチェンコ/デニス・ホディキン                                                     | アナスタシヤ・スコプツォワ/キリル・アリョーシン ソフィヤ・ポリシュチュク/アレクサンドル・ヴァクノフ                                         |
| 2018 | ピョートル・グメンニク                          | アリョーナ・コストルナヤ アレクサンドラ・トゥルソワ アリョーナ・カニシェワ   | アナスタシヤ・ミーシナ/アレクサンドル・ガリャモフ ポリーナ・コスチュコヴィチ/ドミトリー・ヤリン アポリナリア・パンフィロワ/ドミトリー・リロフ | ソフィア・サフチェンコ/イゴール・エレメンコ アリョーナ・ウシャコワ/マキシム・ネクラソフ エリザベータ・フダイベルディエワ/ニキータ・ナザロフ |
| 2019 | アンドレイ・モザリョフ ダニイル・サムソノフ     | カミラ・ワリエワ ダリア・ウサチョワ                                          | アポリナリア・パンフィロワ/ドミトリー・リロフ ディアナ・ムハメジャノワ/イリヤ・ミロノフ クセニア・アハンテワ/ワレリー・コレソフ               | エリザベータ・シャナエワ/デビッド・ナリズニー                                                                                               |

年はシーズン開始年